# Brachypodium arbusculum
Brachypodium arbusculum är en gräsart som beskrevs av Edward Louis Herman Knoche. Brachypodium arbusculum ingår i släktet skaftingar, och familjen gräs. Inga underarter finns listade i Catalogue of Life.